# Patrick Richard
Patrick Richard (Lafayette, Louisiana, 25 gener de 1990) és un jugador de bàsquet. Amb 1,96 metres d'alçada, juga en la posició d'escorta.

## Carrera esportiva
A la Universitat, va jugar quatre temporades amb els Cowboys de la Universitat Estatal McNeese, en les quals va fer 13,2 punts, 5,1 rebots, 2,5 assistències i 1,0 robatoris de pilota per partit. El 2010 va ser inclòs en el tercer millor quintet de la Southland Conference, mentre que en les dues temporades posteriors ho va ser en el primer, sent a més triat Jugador de l'Any en 2012.
Després de no ser triat en el Draft de l'NBA del 2012, si ho va ser en el Draft de l'NBA D-League, en la setena ronda, en el lloc 105 pels Iowa Energy. Però una lesió abans del començament de la temporada va fer que l'equip l'acomiadés. El març de 2013 va fitxar pel Sandringham Sabres de la South East Australian Basketball League, una lliga semiprofessional australiana, on va acabar la temporada promediant 18,5 punts i 6,4 rebots per partido.
Des de l'estiu de 2013 ha anat canviant d'equip i de lliga cada temporada. Primer ho va fer jugant amb el Matrixx Magixx de la lliga holandesa. El 2014 va fitxar pel Mitteldeutscher BC de la Basketball bundesliga. El juny de 2015 va signar amb el Champagne Châlons Reims francès, fitxant l'any següent pel Maccabi Rishon LeZion de la Lliga israeliana de bàsquet. L'estiu de 2017 va fitxar pel Joventut de Badalona de la lliga ACB. En el mes de juny de 2018 va signar contracte amb els New Zealand Breakers de la lliga neozelandesa, on va jugar 26 partits fent una mitjana d'11 punts, 3,5 rebots i 2,3 assistències per partit. En el mes de febrer va tornar a Europa fitxant pel Grissin Bon Reggio Emilia. La temporada 2019-20 jugarà al Cluj-Napoca de la lliga romanesa, equip que també disputarà la FIBA EuroCup.